# Club Always Ready
El Club Always Ready és un club de futbol bolivià de la ciutat de La Paz.
El club va ser fundat el 13 d'abril de 1933. Always Ready fou el primer club bolivià en realitzar una gira fora per Europa, entre agost i novembre de 1961. Fou campió de Bolívia als anys 1950.

## Palmarès
- Campionat bolivià de futbol:[6]
  - 1951 (com a campió de La Paz), 1957, 2020
- Campionat de La Paz de futbol: 
  - 1951
- Copa Simón Bolívar (segona divisió):[7]
  - 2018